# Тагинцев, Денис Евгеньевич
Денис Евгеньевич Тагинцев (4 марта 1989) — профессиональный танцор, хореограф-постановщик, Чемпион России, Европы, Мира по латиноамериканским танцам WDC. Чемпион Мира, Европы и России по латиноамериканскому шоу среди профессионалов WDC. Победитель Blackpool Dance Festival в программе Exhibition.

## Биография
Родился в Свердловске. С самого детства начал заниматься танцами в детской филармонии, уже с 6 лет самостоятельно сделал выбор в пользу бальных танцев.
В 2006 году окончил хореографическое отделение гимназии искусств им С. П. Дягилева. В 2011 году окончил институт УрФУ им Б. Н. Ельцина по специальности «менеджер организации».
В 2009 году открыл танцевальный клуб GallaDance Gurucentre в Екатеринбурге, по франшизе крупнейшей российской сети. Позднее, клуб в Екатеринбурге получал награды как сильнейший клуб сети на командных встречах, а также получал статуэтку «Клуб года» на ежегодной премии Dance Club Awards. В 2011 году стал одним из организаторов крупнейшего танцевального Pro-Am конкурса на Урале —Ural Dance Cup и в 2014 году одним из организаторов крупнейшего турнира по танцам в Санкт-Петербурге «Бал Белых Ночей».
В 2013 году стал совладельцем ещё двух танцевальных клубов GallaDance: в Санкт-Петербурге и Тюмени. Летом 2019 стал совладельцем клуба GallaDance Rio в Ростове на Дону. 26 сентября 2019 года новый клуб GallaDance в Нижнем Новгороде, осенью 2021 года в Санкт-Перербурге открыли свои двери и Денис Тагинцев стал их совладельцем и генеральным директором.
В мае 2016 года, в Екатеринбурге, открыл сеть студий йоги «Studio345». В сентябре 2017 стал совладельцем фитнес клуба X-fit studio Екатеринбург.
В 2016 году на престижной бизнес-премии «Шеф года» в Санкт-Петербурге стал лауреатом премии в номинации «Молодой шеф».
В 2015 году участвовал в ТВ проекте «Танцы со Звёздами» на телеканале Россия 1 в паре с актрисой Ксенией Алферовой, где пара дошла до финала и заняла 4 место. В 2016 году также принимал участие в 10-м юбилейном сезоне проекта, где в паре с актрисой Александрой Урсуляк, стали победителями проекта. В 2020 году в Паре с известной телеведущей, комиком, Екатериной Варнава, получили единогласное первое место от жюри, но анти-любовь от зрителей стала решающей и участники заняли призовое третье место. 2021 год закончился финалом с актрисой Яниной Студилиной. Весной 2022 года завершился 13ый сезон проекта «Танцы со Звёздами» где Денис Тагинцев в паре с актрисой Александрой Ревенко стали победителями. 

С сентября по декабрь 2016 года окончил специальный курс в школе Александра Митты по специальности «режиссёр кино и телевидения», а также мастерскую «продюсирование». В 2017 году выпустил первый короткометражный фильм, «Глаза голубой Собаки», по мотивам рассказа Габриеля Гарсия Маркеса. Фильм был отмечен на международном фестивале в Армении. В 2018 году Тагинцев анонсировал выход документального кинопроекта «Indance. World», в первом сезоне планируется 5 серий. Первая серия, посвящённая танцам Италии, успешно показывалась на 17 фестивалях в Чехии, Италии, Египте, России, Германии, Англии, Португалии, Греции а также получила приз за лучший документальный фильм на фестивале в Барселоне, Испании.
В сентябре 2018 года стал сооснователем продакшн-компании Deepartmeant films, которая специализируется на съёмке фильмов, рекламы и клипов. Компания имеет подразделение в России и офис в Шанхае, Китай. Компания Deepartmeant в партнёрстве с МЕМ продакшн успешно запустила проект «Киномолодость» главным инициатором которого стала компания СИБУР. Киномолодость - это детский кинолагерь, в котором подростки проходят полный цикл обучения кинопроизводства и снимают свой первый фильм с участием звёзд кино. Первый сезон прошёл в городе Кстово в 2021 году, второй сезон в городе Свободный, летом 2022 года.
С 2018 года выступает в паре с Екатериной Крысановой, в 2019 пара стала чемпионами России по латиноамериканскому шоу среди профессионалов и чемпионами России по программе Exhibition. Впервые в истории Российских танцоров, в мае 2019 года Денис и Екатерина выиграли Блэкпульский танцевальный фестиваль в программе Exhibition. В сентябре того же года стали Чемпионами Европы по латиноамериканскому шоу среди профессионалов по версии WDC, а в ноябре 2019 года в Германии, на Чемпионате Мира по шоу принесли России золотые медали и стали Чемпионами Мира 2019 года по латиноамериканскому шоу.

## Достижения
- Победитель Блэкпульского фестиваля в программе Exhibition
- Чемпион Мира, Европы среди профессионалов по шоу (WDC)
- Чемпион России, Европы и Мира по Латиноамериканским танцам (Under 21).
- Чемпион России по Латиноамериканскому шоу,
- Чемпион России в программе Exhibition
- Финалист Чемпионата Мира по шоу среди профессионалов.
- Победитель Dutch dance Festival по Профессионалам,
- Полуфиналист Чемпионата Европы по латиноамериканским танцам по Профессионалам (WDC),
- Финалист German Open Championship по Профессионалам,
- Финалист International Championship (Under 21),
- Финалист UK Rising Stars (в категории Amateur),
- Победитель открытых чемпионатов Италии, Австрии, Германии, Польши, Чехии, Болгарии в категории Under 21 (WDSF),
- Семикратный чемпион УрФО,
- Мастер спорта России,
- Мастер танца России,
- Обладатель кубка Европы в категории ProAm,
- Победитель открытого чемпионата Германии ProAm[3].